# Список муниципалитетов Острова Принца Эдуарда

Карта Канады, на которой остров Принца Эдуарда выделен красным цветом.

Остров Принца Эдуарда (англ. Prince Edward Island) — наименее густонаселённая провинция Канады с населением 154 331 человек по данным переписи населения 2021 года, а его площадь составляет 5 681,18 км². 63 муниципалитета острова Принца Эдуарда занимают 34,7 % территории провинции, и в 2021 году в них проживало 73 % населения. Эти муниципалитеты предоставляют своим жителям услуги местных органов власти в виде противопожарной защиты, услуг по муниципальному планированию и планированию мер в чрезвычайных ситуациях. В остальных некорпоративных районах нет местных органов власти.

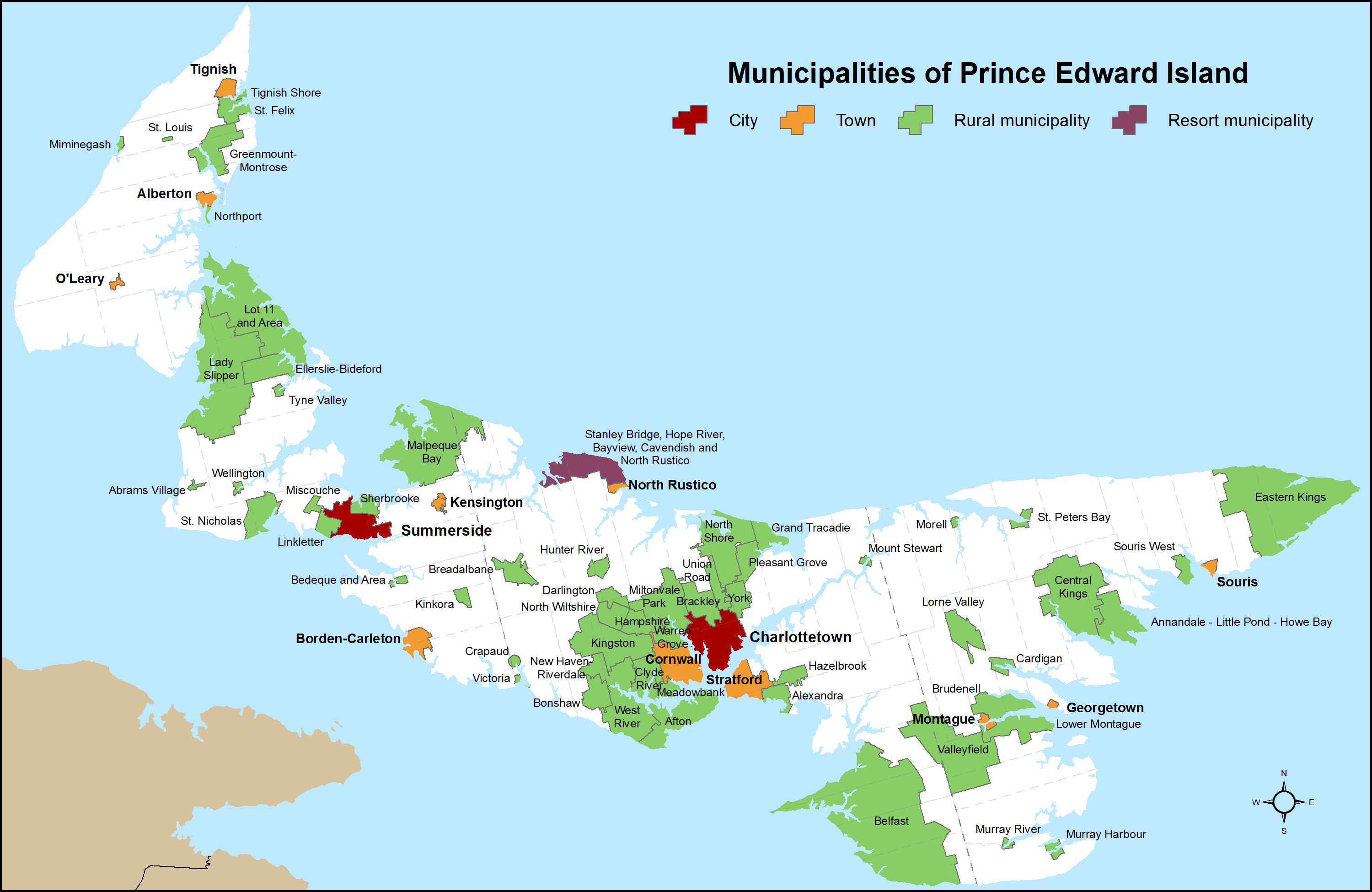
Распределение 72 муниципалитетов острова Принца Эдуарда по типу муниципального статуса по состоянию на 2017 год

Муниципальными образованиями на острове Принца Эдуарда являются города, посёлки городского типа, сельские муниципалитеты и курортные муниципалитеты. В соответствии с Законом о муниципальном управлении (англ. Municipal Government Act) острова Принца Эдуарда, который вступил в силу 23 декабря 2017 года, предложение о создании муниципалитета может быть подано министром рыболовства и по делам общин, советом существующего муниципалитета или петицией, подписанной 30 % жителей, которые будут участвовать в выборах о новом муниципалитете. Чтобы получить статус города, необходимо соответствовать определённым минимальным критериям оценки численности населения и общей стоимости недвижимости. Если эти критерии не соблюдаются, статус сельского муниципалитета может быть предоставлен, если, по мнению министра рыболовства и общин, это будет отвечать общественным интересам. Единственный курортный муниципалитет провинции — муниципалитеты Стэнли-Бридж, Хоуп-Ривер, Бэйвью, Кавендиш и Норт-Рустико — были созданы распоряжением городского совета в 1990 году. В соответствии с Соглашением о статусе курортов от 2017 года не допускается создание каких-либо новых курортных муниципалитетов.
На острове Принца Эдуарда есть два больших города, десять поселков, пятьдесят сельских муниципалитетов и один курортный муниципалитет, которые расположены в трёх графствах — Кингс, Принс и Куинс. Шарлоттаун — столица острова Принца Эдуарда и крупнейший муниципалитет по численности населения, в то время как Белфаст — крупнейший муниципалитет по площади. Самыми маленькими муниципалитетами по численности населения и площади территории являются Тигниш-Шор и Сент-Луис соответственно.

## Крупные города

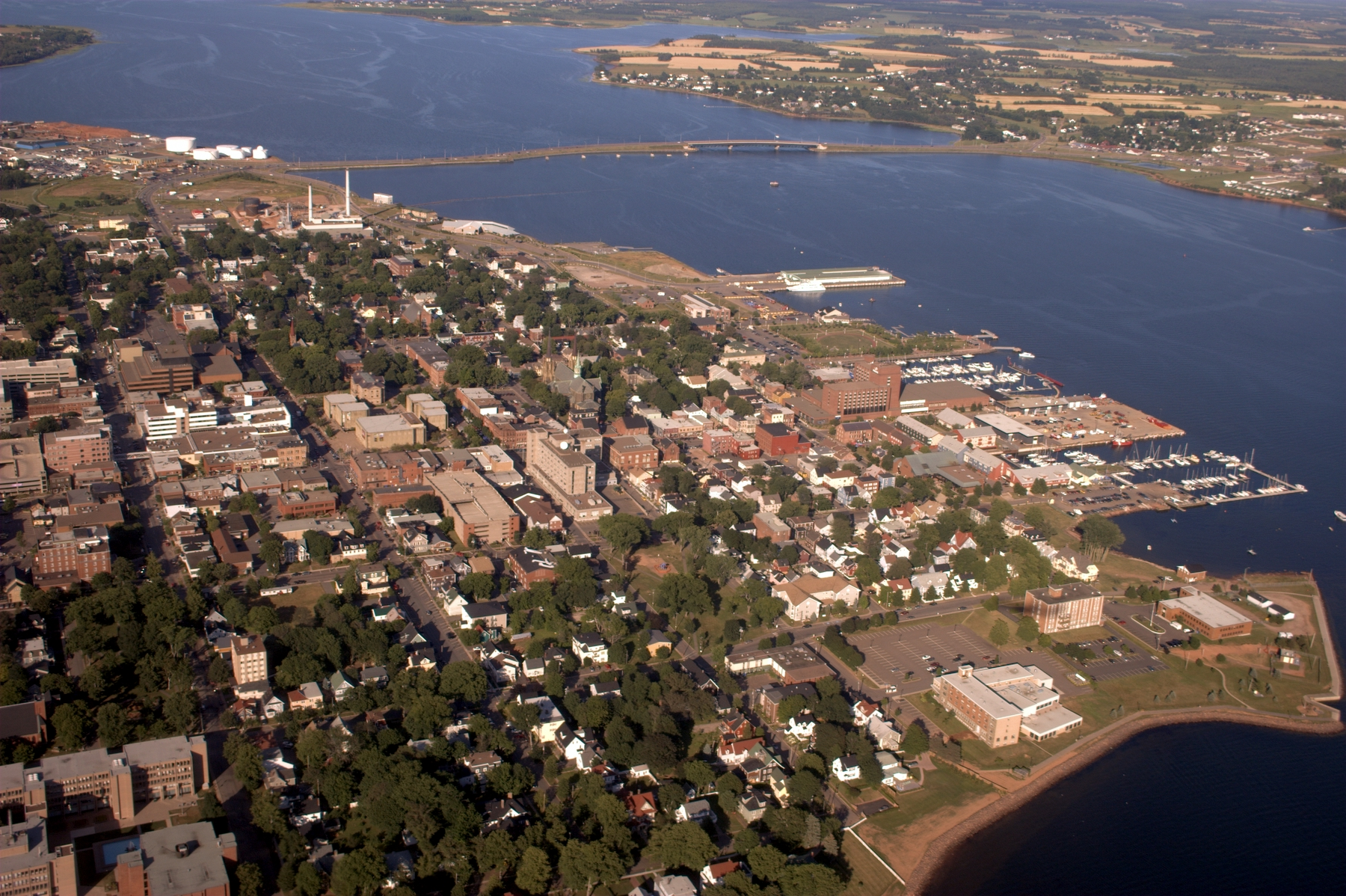
Вид с высоты птичьего полета на Шарлоттаун, столицу и крупнейший город острова Принца Эдуарда

В соответствии с законодательством провинции, муниципалитет может быть преобразован в город, если его население составляет 15 000 человек или более, а общая стоимость недвижимости составляет 750 миллионов долларов или более. Если город больше не соответствует этим требованиям, министр рыболовства и делам общин может рекомендовать вице-губернатору в Совете изменить статус муниципалитета на более подходящий.
На острове Принца Эдуарда есть два города. Шарлоттаун — столица острова Принца Эдуарда и крупнейший город как по численности населения (38 809 жителей), так и по площади суши (44,27 км²). Он образует центр агломерации, которая охватывает центральную часть острова и в которой живут 78 858 человек, или 51 % населения острова. Вторым городом провинции является Саммерсайд, который расположен на западной стороне острова. Его население составляет 16 001 человек, а площадь — 28,21 км². Начиная с муниципальных выборов в 2018 году, Закон о муниципальном управлении позволяет городам избирать мэра и минимум восемь членов совета. Поскольку всеобщие муниципальные выборы проводятся каждые четыре года, прошлые муниципальные выборы прошли в ноябре 2022 года.

## Города

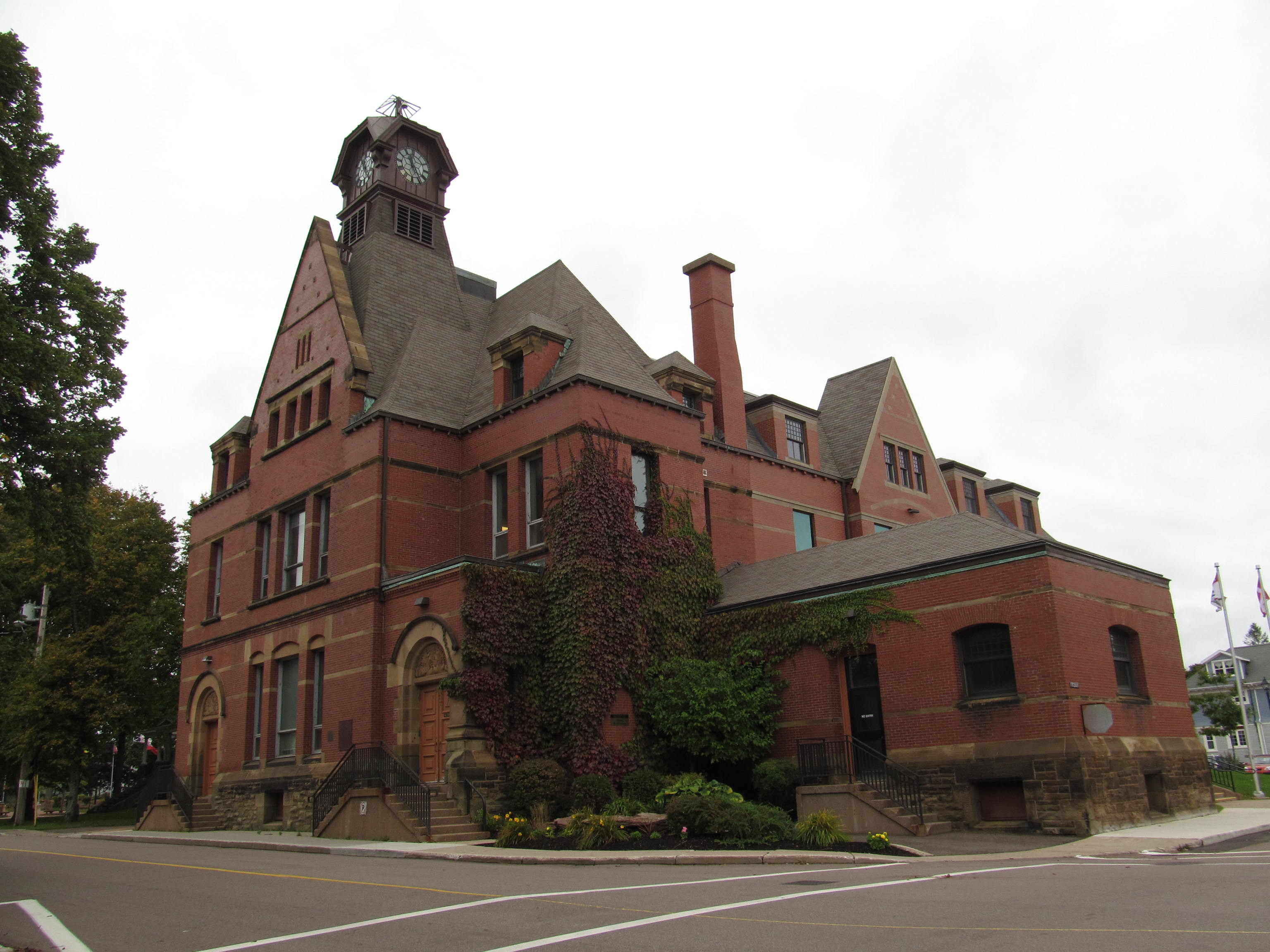
Саммерсайд, второй по величине муниципалитет острова Принца Эдуарда и единственный другой крупный город

В соответствии с законодательством провинции, муниципалитет может быть преобразован в город, если его предполагаемое население составляет 4000 человек или более, но менее 15 000 человек, а общая стоимость недвижимости составляет 200 миллионов долларов и более, но менее 750 миллионов долларов. Если населённый пункт больше не соответствует этим требованиям, министр рыболовства и дел общин может рекомендовать вице-губернатору в Совете изменить статус муниципалитета на более подходящий.
На острове Принца Эдуарда есть десять городов, объединённых в муниципалитеты, совокупное население которых по данным переписи 2021 года составляло 32 632 человека. Крупнейшими и наименьшими городами провинции являются Стратфорд и Норт-Рустико с населением 10 927 и 648 человек соответственно. Три-Риверс — крупнейший город острова Принца Эдуарда по площади суши (431,47 км²), а О’Лэри — самый маленький город провинции по площади суши (1,83 км²). Три-Риверс также является самым новым городом провинции, который был образован 28 сентября 2018 года в результате объединения городов Джорджтаун и Монтегю, пяти сельских муниципалитетов (Бруденелл, Кардиган, Лорн-Вэлли, Лоуэр-Монтегю и Вэллифилд) и частей трёх прилегающих некорпоративных районов. Начиная с муниципальных выборов в 2018 году, Закон о муниципальном управлении позволяет городам избирать мэра и минимум шесть членов совета. Поскольку всеобщие муниципальные выборы проводятся каждые четыре года, прошлые муниципальные выборы прошли в ноябре 2022 года.

## Сельские муниципалитеты
В соответствии с Законом о муниципальном управлении, провинции муниципалитеты, которые ранее имели статус общин в соответствии с предыдущим законом о муниципалитетах, который первоначально вступил в силу в 1983 году, были преобразованы в сельские муниципалитеты. После объединения Брэкли и Уинслоу-Саут 15 декабря 2017 года, а затем вступления в силу Соглашения об ассоциации через восемь дней, 23 декабря 2017 года, на острове Принца Эдуарда было 58 общин, которые стали сельскими муниципалитетами. 28 сентября 2018 года в результате трёх объединений общее количество сельских муниципалитетов сократилось до 50. По данным переписи населения Канады 2021 года, самыми крупными и самыми маленькими сельскими муниципалитетами провинции являются Уэст-Ривер и Тигниш-Шор с населением 3473 и 64 человека соответственно. Начиная с муниципальных выборов в 2018 году, Закон о муниципальном управлении позволяет сельским муниципалитетам избирать мэра и минимум шесть членов совета. Поскольку всеобщие муниципальные выборы проводятся каждые четыре года, прошлые муниципальные выборы прошли в ноябре 2022 года.

## Курортные муниципалитеты
На острове Принца Эдуарда есть один муниципалитет, имеющий статус курортного. Курортный муниципалитет Стэнли-Бридж, Хоуп-Ривер, Бэйвью, Кавендиш и Норт-Растико был создан в 1990 году. Соглашение о статусе курорта в провинции позволяет этому такому муниципалитету существовать, но препятствует созданию дополнительных курортных муниципалитетов в будущем. Начиная с муниципальных выборов в 2018 году, соглашение о статусе курорта позволяет единственному курортному муниципалитету провинции избирать мэра и минимум шесть членов совета. Поскольку всеобщие муниципальные выборы проводятся каждые четыре года, прошлые муниципальные выборы прошли в ноябре 2022 года. Если численность населения муниципалитета Лоне-Резорт достигнет 2000 избирателей, он может быть включен в состав муниципалитета другого типа в соответствии с Законом о муниципальном управлении.

## Список муниципалитетов
| Название                                                | Муниципальный статус                                | Графство                                            | Год включения                                       | Перепись населения Канады (2021) | Перепись населения Канады (2021) | Перепись населения Канады (2021) | Перепись населения Канады (2021) | Перепись населения Канады (2021) |
| Название                                                | Муниципальный статус                                | Графство                                            | Год включения                                       | Популяция (2021)                 | Популяция (2016)                 | Изменение                        | Площадь земли (км²)              | Плотность населения (на км²)     |
| ------------------------------------------------------- | --------------------------------------------------- | --------------------------------------------------- | --------------------------------------------------- | -------------------------------- | -------------------------------- | -------------------------------- | -------------------------------- | -------------------------------- |
| Шарлоттаун                                              | Крупный город                                       | Куинс                                               | 1855                                                | 38,809                           | 36,094                           | +7.5 %                           | 44.27                            | 876.6                            |
| Саммерсайд                                              | Крупный город                                       | Принс                                               | 1877                                                | 16,001                           | 14,839                           | +7.8 %                           | 28.21                            | 567.2                            |
| Албертон                                                | Город                                               | Принс                                               | 1913                                                | 1,301                            | 1,145                            | +13.6 %                          | 4.70                             | 276.8                            |
| Борден-Карлтон                                          | Город                                               | Принс                                               | 1995                                                | 788                              | 724                              | +8.8 %                           | 12.94                            | 60.9                             |
| Корнуолл                                                | Город                                               | Куинс                                               | 1995                                                | 6,574                            | 5,348                            | +22.9 %                          | 28.21                            | 233.0                            |
| Кенсингтон                                              | Город                                               | Принс                                               | 1914                                                | 1,812                            | 1,619                            | +11.9 %                          | 3.17                             | 571.6                            |
| Норт-Растико                                            | Город                                               | Куинс                                               | 1954                                                | 648                              | 617                              | +5.0 %                           | 2.64                             | 245.5                            |
| О'Лири                                                  | Город                                               | Принс                                               | 1951                                                | 876                              | 815                              | +7.5 %                           | 1.83                             | 478.7                            |
| Сурис                                                   | Город                                               | Кингс                                               | 1910                                                | 1,079                            | 1,053                            | +2.5 %                           | 3.61                             | 298.9                            |
| Страдфорд                                               | Город                                               | Куинс                                               | 1995                                                | 10,927                           | 9,711                            | +12.5 %                          | 22.67                            | 482.0                            |
| Три-Риверс                                              | Город                                               | Кингс                                               | 2018                                                | 7,883                            | 7,169                            | +10.0 %                          | 431.47                           | 18.3                             |
| Тигниш                                                  | Город                                               | Принс                                               | 1952                                                | 744                              | 719                              | +3.5 %                           | 5.87                             | 126.7                            |
| Абрам-Виллидж                                           | Сельский муниципалитет                              | Принс                                               | 1974                                                | 340                              | 300                              | +13.3 %                          | 1.36                             | 250.0                            |
| Александра                                              | Сельский муниципалитет                              | Куинс                                               | 1972                                                | 252                              | 204                              | +23.5 %                          | 10.35                            | 24.3                             |
| Аннандейл-Литтл-Понд-Хоу-Бей                            | Сельский муниципалитет                              | Кингс                                               | 1975                                                | 223                              | 207                              | +7.7 %                           | 31.87                            | 7.0                              |
| Бедек                                                   | Сельский муниципалитет                              | Принс                                               | 2014                                                | 311                              | 302                              | +3.0 %                           | 2.26                             | 137.6                            |
| Белфаст                                                 | Сельский муниципалитет                              | Куинс                                               | 1972                                                | 1,687                            | 1,636                            | +3.1 %                           | 229.27                           | 7.4                              |
| Бракли                                                  | Сельский муниципалитет                              | Куинс                                               | 1983                                                | 586                              | 596                              | −1.7 %                           | 18.75                            | 31.3                             |
| Брэдалбейн                                              | Сельский муниципалитет                              | Куинс                                               | 1991                                                | 170                              | 167                              | +1.8 %                           | 12.67                            | 13.4                             |
| Сентрал-Кингс                                           | Сельский муниципалитет                              | Кингс                                               | 1975                                                | 386                              | 349                              | +10.6 %                          | 72.94                            | 5.3                              |
| Сентрал-Принс                                           | Сельский муниципалитет                              | Куинс                                               | 2018                                                | 1,129                            | 1,054                            | +7.1 %                           | 133.78                           | 8.4                              |
| Клайд-Ривер                                             | Сельский муниципалитет                              | Куинс                                               | 1974                                                | 614                              | 653                              | −6.0 %                           | 15.93                            | 38.5                             |
| Крапауд                                                 | Сельский муниципалитет                              | Куинс                                               | 1950                                                | 361                              | 319                              | +13.2 %                          | 2.10                             | 171.9                            |
| Дарлингтон                                              | Сельский муниципалитет                              | Куинс                                               | 1983                                                | 99                               | 90                               | +10.0 %                          | 7.72                             | 12.8                             |
| Истерн-Кингс                                            | Сельский муниципалитет                              | Кингс                                               | 1974                                                | 687                              | 698                              | −1.6 %                           | 141.12                           | 4.9                              |
| Гринмаунт-Монтроуз                                      | Сельский муниципалитет                              | Принс                                               | 1977                                                | 262                              | 292                              | −10.3 %                          | 26.03                            | 10.1                             |
| Хэмпшир                                                 | Сельский муниципалитет                              | Куинс                                               | 1974                                                | 339                              | 359                              | −5.6 %                           | 13.52                            | 25.1                             |
| Хейзелбрук                                              | Сельский муниципалитет                              | Куинс                                               | 1974                                                | 220                              | 193                              | +14.0 %                          | 8.09                             | 27.2                             |
| Хантер-Ривер                                            | Сельский муниципалитет                              | Куинс                                               | 1974                                                | 390                              | 356                              | +9.6 %                           | 6.04                             | 64.6                             |
| Кингстон                                                | Сельский муниципалитет                              | Куинс                                               | 1974                                                | 1,111                            | 1,047                            | +6.1 %                           | 48.38                            | 23.0                             |
| Кинкора                                                 | Сельский муниципалитет                              | Принс                                               | 1955                                                | 388                              | 336                              | +15.5 %                          | 3.97                             | 97.7                             |
| Линклеттер                                              | Сельский муниципалитет                              | Принс                                               | 1972                                                | 315                              | 300                              | +5.0 %                           | 7.88                             | 40.0                             |
| Участок 11                                              | Сельский муниципалитет                              | Принс                                               | 1982                                                | 617                              | 639                              | −3.4 %                           | 102.61                           | 6.0                              |
| Мальпак-Бэй                                             | Сельский муниципалитет                              | Куинс                                               | 1973                                                | 1,191                            | 1,030                            | +15.6 %                          | 98.97                            | 12.0                             |
| Милтонваль-Парк                                         | Сельский муниципалитет                              | Куинс                                               | 1974                                                | 1,196                            | 1,158                            | +3.3 %                           | 35.13                            | 34.0                             |
| Миминегаш                                               | Сельский муниципалитет                              | Принс                                               | 1968                                                | 148                              | 148                              | 0.0 %                            | 1.88                             | 78.7                             |
| Мискуш                                                  | Сельский муниципалитет                              | Принс                                               | 1957                                                | 992                              | 873                              | +13.6 %                          | 3.49                             | 284.2                            |
| Морэлл                                                  | Сельский муниципалитет                              | Кингс                                               | 1953                                                | 269                              | 297                              | −9.4 %                           | 1.49                             | 180.5                            |
| Маунт-Стюарт                                            | Сельский муниципалитет                              | Куинс                                               | 1953                                                | 226                              | 209                              | +8.1 %                           | 1.52                             | 148.7                            |
| Мюррей-Харбор                                           | Сельский муниципалитет                              | Кингс                                               | 1953                                                | 282                              | 258                              | +9.3 %                           | 3.90                             | 72.3                             |
| Мюррей-Ривер                                            | Сельский муниципалитет                              | Кингс                                               | 1955                                                | 337                              | 304                              | +10.9 %                          | 1.54                             | 218.8                            |
| Норт-Шор                                                | Сельский муниципалитет                              | Куинс                                               | 2018                                                | 2,500                            | 2,152                            | +16.2 %                          | 71.13                            | 35.1                             |
| Норт-Уилтшир                                            | Сельский муниципалитет                              | Куинс                                               | 1974                                                | 176                              | 202                              | −12.9 %                          | 12.43                            | 14.2                             |
| Нортпорт                                                | Сельский муниципалитет                              | Кингс                                               | 1974                                                | 157                              | 186                              | −15.6 %                          | 1.73                             | 90.8                             |
| Шербрук                                                 | Сельский муниципалитет                              | Кингс                                               | 1972                                                | 178                              | 159                              | +11.9 %                          | 8.94                             | 19.9                             |
| Сурис-Вест                                              | Сельский муниципалитет                              | Кингс                                               | 1972                                                | 379                              | 361                              | +5.0 %                           | 7.73                             | 49.0                             |
| Сент-Феликс                                             | Сельский муниципалитет                              | Принс                                               | 1977                                                | 314                              | 325                              | −3.4 %                           | 11.54                            | 27.2                             |
| Сент-Луис                                               | Сельский муниципалитет                              | Принс                                               | 1964                                                | 69                               | 66                               | +4.5 %                           | 0.68                             | 101.5                            |
| Сент-Николас                                            | Сельский муниципалитет                              | Принс                                               | 1991                                                | 218                              | 213                              | +2.3 %                           | 20.73                            | 10.5                             |
| Сент-Питерс-Бэй                                         | Сельский муниципалитет                              | Кингс                                               | 1953                                                | 231                              | 237                              | −2.5 %                           | 4.44                             | 52.0                             |
| Тигниш-Шор                                              | Сельский муниципалитет                              | Принс                                               | 1975                                                | 64                               | 63                               | +1.6 %                           | 1.65                             | 38.8                             |
| Тайн-Валлей                                             | Сельский муниципалитет                              | Принс                                               | 1966                                                | 229                              | 249                              | −8.0 %                           | 1.94                             | 118.0                            |
| Юнион-Роуд                                              | Сельский муниципалитет                              | Куинс                                               | 1977                                                | 213                              | 204                              | +4.4 %                           | 10.33                            | 20.6                             |
| Виктория                                                | Сельский муниципалитет                              | Куинс                                               | 1951                                                | 139                              | 74                               | +87.8 %                          | 1.44                             | 96.5                             |
| Уоррен-Гроув                                            | Сельский муниципалитет                              | Куинс                                               | 1985                                                | 374                              | 346                              | +8.1 %                           | 10.16                            | 36.8                             |
| Веллингтон                                              | Сельский муниципалитет                              | Принс                                               | 1959                                                | 414                              | 415                              | −0.2 %                           | 1.70                             | 243.5                            |
| Уэст-Ривер                                              | Сельский муниципалитет                              | Куинс                                               | 1974                                                | 3,473                            | 3,110                            | +11.7 %                          | 121.62                           | 28.6                             |
| Йорк                                                    | Сельский муниципалитет                              | Куинс                                               | 1986                                                | 387                              | 414                              | −6.5 %                           | 12.27                            | 31.5                             |
| Мост Стэнли, река Хоуп, Бэйвью, Кавендиш и Норт-Растико | Курортный муниципалитет                             | Куинс                                               | 1990                                                | 359                              | 318                              | +12.9 %                          | 36.10                            | 9.9                              |
| Сумма показателей по большим городам                    | Сумма показателей по большим городам                | Сумма показателей по большим городам                | Сумма показателей по большим городам                | 54,810                           | 50,993                           | +7.6 %                           | 72.48                            | 756.2                            |
| Сумма показателей по городам                            | Сумма показателей по городам                        | Сумма показателей по городам                        | Сумма показателей по городам                        | 32,632                           | 28,920                           | +12.8 %                          | 517.11                           | 63.1                             |
| Сумма показателей по сельским муниципалитетам           | Сумма показателей по сельским муниципалитетам       | Сумма показателей по сельским муниципалитетам       | Сумма показателей по сельским муниципалитетам       | 24,643                           | 23,150                           | +6.4 %                           | 1,345.02                         | 18.3                             |
| Сумма показателей по курортным муниципалитетам          | Сумма показателей по курортным муниципалитетам      | Сумма показателей по курортным муниципалитетам      | Сумма показателей по курортным муниципалитетам      | 359                              | 318                              | +12.9 %                          | 36.10                            | 9.9                              |
| Сумма показателей по всем городам и муниципалитетам     | Сумма показателей по всем городам и муниципалитетам | Сумма показателей по всем городам и муниципалитетам | Сумма показателей по всем городам и муниципалитетам | 112,444                          | 103,321                          | +8.8 %                           | 1,970.71                         | 57.1                             |
| Провинция острова Принца Эдуарда                        | Провинция острова Принца Эдуарда                    | Провинция острова Принца Эдуарда                    | Провинция острова Принца Эдуарда                    | 154,331                          | 142,907                          | +8.0 %                           | 5,681.18                         | 27.2                             |